# Un appel de Transylvanie
Pour plus de détails, voir Fiche technique et Distribution.
Un appel de Transylvanie (Transylvania 6-5000) est un film d'animation américain réalisé par Chuck Jones et Maurice Noble, sorti en 1963.
Dans ce  cartoon Merrie Melodies mettant en scène Bugs Bunny et le vampire Dracula, Bugs nous montre comment se débarrasser d'un vampire en quelques passes magiques.

## Synopsis
Alors que la nuit est tombée, on voit Bugs Bunny creuser une longue galerie afin de rejoindre Pittsburgh. Mais il se trompe de chemin et aboutit devant le château hanté du comte Dracula (en Transylvanie) qu'il prend pour une sorte de grand motel. Devant l'entrée, il demande son chemin à un vautour femelle à deux têtes, qui le trouve « à croquer ». Bugs se fait inviter à l'intérieur. Sans prendre garde aux fantômes et au mobilier effrayant, il recherche un téléphone. Il prend le comte pour un maître d'hôtel. Ce dernier joue le jeu et le guide à travers les étages, où les couloirs et les portes sont en forme de cercueil. Dans les pièces, on voit un piano à mâchoires garnies de dents, une télévision, des portraits de fantômes et de chauve-souris. Il lui présente sa chambre à coucher, lui enjoint de dormir jusqu'au lendemain, dans le but caché de lui aspirer son sang durant la nuit. 
Mais Bugs n'arrive pas à dormir. Il prend un livre intitulé « mots et formules magiques » dans une étagère et le lit dans son lit. Au moment où le comte s'apprête à s'emparer de Bugs, le lapin dit un mot magique qui transforme le comte en chauve-souris. Bugs l'écrase avec une tapette à mouche, en croyant à un gros moustique. En disant un autre mot magique, Bugs redonne au comte sa forme primitive, et ce dernier tombe dans les douves. Le lendemain matin, Bugs descend pour prendre son petit-déjeuner en chantant. Alors que le comte est sur le point de l'attraper, Bugs dit le mot qui le retransforme en chauve-souris. Bugs la remarque alors et la chasse avec une bouffée d'insecticide, puis en reprenant son chemin, il redit l'autre mot qui fait reprendre au comte son apparence initiale (au plus mauvais moment pour celui-ci). Le comte se ressaisit, s'adresse à Bugs : « je suis un vampire ». À l'aide du mot magique, Bugs devient lui aussi un « vampire », mais ayant compris umpire (« arbitre »), il devient un arbitre de baseball ! Le comte se transforme en chauve-souris (bat en anglais) ; Bugs comprend « batte », et il se transforme en batte de baseball. Le comte chausse des lunettes pour échapper au coup de batte qui se prépare, mais bugs le frappe sur la tête. Le comte redevient humain et cherche à écraser Bugs sous un bloc de pierre tenu à bout de bras. Malheureusement pour lui, Bugs le transforme à nouveau en chauve-souris, écrasée sous le poids du bloc. La scène se répète deux fois encore avant que le comte abandonne cette stratégie. Bugs s'essaye à dire des formules magiques différentes. Elles ont toutes un effet sur le pauvre comte, qui se transforme en formes diverses, jusqu'à un vautour à deux têtes. Le vautour femelle en tombe amoureuse et le poursuit dans le ciel. Bugs trouve enfin un téléphone et demande à être rapatrié par le service de voyage ACME des États-Unis, avant de trouver par hasard la formule qui lui donne des ailes de chauve-souris à la place des oreilles. Il annule l'appel et s'envole par la fenêtre.

## Fiche technique
- Réalisation : Chuck Jones, Maurice Noble (coréalisateur)
- Scénariste :  John W. Dunn
- Musique originale : William Lava   (comme Bill Lava)
- Montage, technicien du son et éditeur des effets de son : Treg Brown
- Produit par : David H. DePatie (non crédité)
- Société de production : Warner Bros. Pictures
- Distribution :
  - 1963 : Warner Bros. Pictures  (États-Unis) (cinéma)
  - 2007 : Warner Home Video  (États-Unis) (DVD)
- Pays de production :  États-Unis
- Langue : Anglais
- Format : couleur Technicolor - 1,37 : 1 - Son : Mono
- Durée : 7 minutes
- Date de sortie : 
  - États-Unis : 30 novembre 1963

## Distribution

### Voix originales
- Mel Blanc : Bugs Bunny
- Ben Frommer : Count Bloodcount
- Julie Bennett : Agatha et Emily, le vautour femelle à deux têtes

### Voix françaises
- Gérard Surugue : Bugs Bunny
- Bernard Métraux : Dracula

## Animateurs
- Ken Harris : animateur
- Richard Thompson : animateur
- Tom Ray : animateur
- Bob Bransford : animateur
- Philip DeGuard : artiste arrière-plan
- Robert Givens : artiste agencement (comme Bob Givens)

## À noter
Le titre original fait référence à la chanson jouée par Glenn Miller : Pennsylvania 6-5000, elle-même inspirée par le fameux numéro de téléphone « PEnnsylvania 6-5000 (en) », numéro le plus longtemps inchangé dans la ville de New York.

## Influence
Le thème de film de comédie et d'épouvante est repris par le film Transylvania 6-5000 de 1985.